# アドルフォ・ペレス・エスキベル
アドルフォ・ペレス・エスキベル（Adolfo Pérez Esquivel、1931年11月26日 - ）はブエノスアイレス出身の人権活動家。1980年度のノーベル平和賞受賞者。米州自由貿易地域に対する抗議を指導し、またナチス・ドイツのヒトラーユーゲントと対比してアルゼンチン警察が子供を準軍事組織の分隊に強制的に入れていることを非難した。

## 経歴
エスキベルの父は、スペイン・ガリシア州ポイオからの移民であった。母は彼が3歳の時に亡くなった。貧しい家庭であったものの、エスキベルはラプラタ国立大学に通い、建築と彫刻の教育を受け、その後建築学の教授となった。それから25年、彼は小学校から大学まで様々な学校で教えた。また何体かの彫刻作品も製作した。
1960年、ペレス・エスキベルはラテンアメリカのキリスト教徒平和主義者のグループで働くようになった。1974年には教師をやめ、非暴力でラテンアメリカの貧者の開放を目指す組織の理事に選ばれた。
1976年のホルヘ・ラファエル・ビデラの軍事クーデターの後に組織の弾圧が強まると、彼は人権を守る為、また汚い戦争の犠牲者の家族を支援するために、組織同士のつながりと財政状況の改善のために奔走した。彼の作った組織El Servicio de Paz y Justicia（奉仕、平和と正義の組織）は軍事政権の行った残虐行為を国際世論に向けて糾弾することで人権を守る活動をした。
1975年、エスキベルはブラジルの軍事警察に拘留され1976年に南北アメリカの司教とともに投獄された。1977年にはブエノスアイレスで連邦警察に逮捕されて拷問にかけられ14ヶ月に及ぶ裁判にかけられた。収監されている間に、彼はヨハネ23世から平和記念賞を贈られた。1980年には人権を守ったことに対してノーベル平和賞が授与された。受賞に際しては、『私の兄弟姉妹たちのうち、最も貧しく小さな人々の名において』、賞を受け取るとした。彼は賞金を慈善団体に寄付している。1999年には、1963年のヨハネ23世の回勅にちなんだパーチェム・イン・テリス賞を受賞した。
1995年にはCaminando Junto al Puebloという著書を著し、彼自身の経験を南米の非暴力運動としている。
2018年6月5日には創価学会インタナショナル（SGI）会長・創価学会名誉会長の池田大作との間で「世界の青年へ レジリエンスと希望の存在たれ！」と題した共同声明を発表した。